# 宮本正興
宮本 正興（みやもと まさおき、1941年10月28日 - ）は、日本のアフリカ文学者、大阪外国語大学名誉教授。

## 来歴
兵庫県生まれ。1964年神戸市外国語大学外国語学部英米学科卒業、1969年京都大学大学院文学研究科言語学専攻博士課程単位取得満期退学、立命館大学助教授、1981年大阪外国語大学助教授、教授、2002年定年退官、名誉教授、中部大学国際関係学部教授。2012年退職。
1988年共編「新書アフリカ史」で東畑精一記念賞受賞。

## 著書
- 『文学から見たアフリカ アフリカ人の精神史を読む』第三書館、1989年。
- 『文化の解放と対話 アフリカ地域研究への言語文化論的アプローチ』第三書館、2002年。
- 『スワヒリ文学の風土』第三書館、2009年。

## 共編著
- 山中耕作共編 編『日本の昔話 24 対馬の昔話』日本放送出版協会、1978年。
- 岡倉登志共編 編『アフリカ世界 その歴史と文化』世界思想社、1984年。
- アマニ・ジュマ・カシニャ共編 編『スワヒリ語会話教本』東京外国語大学アジア・アフリカ言語文化研究所、1985年。
- 『スワヒリ語読本 1』東京外国語大学アジア・アフリカ言語文化研究所、1985年。
- 松田素二共編 編『新書アフリカ史』講談社〈講談社現代新書〉、1997年。改訂新版2018年
- 松田素二共編 編『現代アフリカの社会変動 ことばと文化の動態観察』人文書院、2002年。

## 翻訳
- バジル・デビッドソン 著、貫名美隆共 訳『アフリカ文明史 西アフリカの歴史=1000年-1800年』理論社、1975年。
- エドワド・スティア 著、鈴木優梨子共 訳『スワヒリの昔話』同朋舎出版〈アフリカ昔話叢書〉、1983年。
- 『ウサギのかしこい商売』小峰書店〈世界の昔ばなし〉、1983年。
- グギ・ワ・ジオンゴ 著、楠瀬佳子共 訳『精神の非植民地化 アフリカのことばと文学のために』第三書館、1987年。
- 『タンザニアのむかし話 ザンジバル島につたわる話』偕成社〈大人と子どものための世界のむかし話〉、1991年。
- マイナ・ワ・キニャティ『マウマウ戦争の真実 埋れたケニア独立前史』第三書館、1992年。
- ピーター・ダニエル・スワート『欲ばりのセブグググ 南アフリカ共和国』河出書房新社〈世界の民族絵本集〉、1994年。
- レナード・トンプソン 著、吉國恒雄・峯陽一共 訳『南アフリカの歴史』明石書店、1995年。
- グギ・ワ・ジオンゴ『泣くな、わが子よ』第三書館、2012年。

## 参考
- 『新書アフリカ史』著者紹介